# 王延閣
王延閣，陝西西安府三原縣人，清朝政治人物、进士出身。

## 生平
清朝順治九年（1652年），登進士三甲，順治11年任延平府順昌縣知縣。因勘察楊日㶷叛逆案财产，与上级官员产生纠纷，辞职而去。